# 尾上松之助
尾上 松之助（おのえ まつのすけ、1875年（明治8年）9月12日 - 1926年（大正15年）9月11日）は、日本の歌舞伎役者、映画俳優、映画監督。本名は中村 鶴三（なかむら かくぞう）。
日本映画草創期に活躍した時代劇スターであり、日本初の映画スターといわれる。旅役者から牧野省三に認められて映画界に入り、『碁盤忠信 源氏礎』でデビュー。牧野とのコンビで横田商会、日活の2社で1000本以上の映画に出演、大きな目玉を向いて見得を切る演技が評判を呼び「目玉の松ちゃん」の愛称で大衆に親しまれた。立川文庫や講談でおなじみの英雄・豪傑・義人・侠客のほとんどに扮しており、トリック撮影を駆使した忍術映画では年少ファンのアイドル的存在となった。後年には、日活大将軍撮影所所長、日活取締役などを兼任して重役スターとなり、公木 之雄（きみき ゆきお）の名で監督作も発表。晩年は社会福祉事業にも貢献した。

## 来歴

### 芝居の道へ
1875年（明治8年）9月12日、岡山県岡山市西中島町70番地（現在の岡山市中区西中島町）に、父・幾三郎、母・花の3男1女の次男として生まれる。父は岡山池田藩の二十一俵三人扶持の下級武士だったが、明治維新後は遊廓地の西中島町で貸座敷業を営んでいた。その影響で幼いころから遊芸を親しむようになり、松之助は自伝で「三弦の響を眠り唄と聞いて育った」と語っている。
家の近くには旭座という芝居小屋があり、そこに上方歌舞伎の大立者・二代目尾上多見蔵が一座を組織していたが、実家の商売が商売だけに一座と懇意だった縁で多見蔵に請われ、5歳の時に『菅原伝授手習鑑』の菅秀才役で初舞台を踏む。この時にある人の周旋で尾上多雀（多見雀・多若の説もある）という名をつけられた。母はこの初舞台を非常に喜び、抱えの芸娼妓に三味線と踊りを教えに来ていた山村イチに遊芸を仕込んでもらう。これがきっかけで9歳頃から子供芝居に出演するようになり、『本朝廿四孝』の横蔵や『嫗山姥』の山姥役を得意とした。
この間に岡山環翠小学校に入学、成績優秀で尋常科を卒業して国清寺内にあった高等科へ進み、英語も習う。相変わらずの芝居好きだったが、高等科3年を修了後、役者になることを快く思わなかった父によって、市内上之町の呉服屋に奉公させられる。しかし、どうしても役者になりたくて、父に頼んで子供芝居に出演するとこれが好評で、芝居打ち上げの後に家出をし、神戸の知り合いを頼って弁天座の浅尾與作一座に加わる。知り合いの連絡で訪ねてきた父により一旦岡山へ帰るが、諦めきれない松之助は父を何とか説得して許され、「一人前の立派な者になるまで、家の敷居をまたぐな」と言い渡される。その数日後に青年芝居の一座に加わって、旅役者として山陰巡業の旅に出る。14歳の時である。
1892年（明治25年）、松山巡業中に尾上鶴三郎と改名。翌1893年（明治26年）11月24日に父が死去。巡業先に貸座敷業をやめた母が松之助の弟と妹を連れて転がり込んでくる。年が明けて1894年（明治27年）、母と弟妹を連れて広島から下関・北九州へと巡業を続けるが、同年夏に日清戦争が開戦すると芝居どころではなくなる。一座を作るも悪戦苦闘し、小倉の安宿では宿賃も払えず、冬物を預けて4人とも着のみ着のままの姿になり、進退窮まった所を旅先の豪農に拾われて、九死に一生を得たりする。やがて下関の市川市紅一座に入って多少の給金を得る様になり、翌1895年（明治28年）正月には、博多・明治座で五代目實川正若・嵐若橘一座に出演、その間に弟を大阪の知人の許へ奉公にやる。博多打ち上げ後、下関で徴兵検査をすませ、それから間もなくの4月に下関条約が結ばれるとともに芝居の人気も取り戻し、大阪市西区松島に居を構えて巡業を続けた。

### 松之助襲名
『尾上松之助自叙伝』によると、1904年（明治37年）3月1日に三代目市川荒五郎から名題昇進の免状を貰い、二代目尾上松之助を襲名したとされている。また尾上松之助の名は、尾上多見蔵の孫である尾上和市の前名だとしており、襲名披露は神戸の相生座で市川蝦十郎らと一座して行ったとしている。そのほかの多くの文献でも、松之助の襲名はこの記述に基づいている。
しかし、『尾上松之助自叙伝』の記述には誤りが多いことも指摘されている。『講座日本映画1日本映画の誕生』によると、松之助の襲名披露興行が神戸で行われたという資料はないという。さらに初代松之助を名乗っていた尾上和市は多見蔵の孫ではなく長男であり、和市は松之助を名乗ったことがなかった。そもそも尾上松之助という名は、1763年（宝暦13年）以来しばしば記録に名前があらわれるため、この時が二代目襲名というわけでもなかった。当時の歌舞伎界では、襲名は一流俳優がその血縁関係か、門人のなかで力量がある者に、その名を継がせることはあっても、何のつながりを持たない旅回りの俳優に襲名させるという例はなかった。そのため、尾上鶴三郎が松之助を名乗った経緯は不明である。

### 千本座へ出演
同年、大阪九條の繁栄座に出演中、母と舞台を観ていた牧野省三に招かれ、彼の経営する千本座に出勤する。翌1905年（明治38年）1月1日に同座で『紅葉時復讐美談』『塩原多助』『後日の加藤』に出演、続けて1月15日に『敵討天橋立』『陸奥松風松前奇談』、2月1日に『二蓋笠柳生実記』に出演している。その後、大阪・八千代座の実川延童一座に加わり、1906年（明治39年）1月より天満座に出勤。2月28日には西陣・岩神座に出勤して『肥後駒下駄』に出演する。同年4月、舞鶴海軍病院で傷病兵慰問の芝居をして院長から感状を受ける。1908年（明治41年）にも舞鶴へ行き、舞鶴座へ出演の傍ら、5月27日の海軍記念日には舞鶴港に停泊の三笠艦上で記念祝賀会の余興として片桐且元退城の一幕を演じ、三笠副長の秋山真之から感謝状を贈られる。
1909年（明治42年）1月、博多で興行中、牧野省三から千本座出勤の話ができ、7月14日を初日として同座に出勤する。同時に千本座の座付俳優として契約が成立し、座頭となる。嵐栄二郎・片岡市太郎と一座していたが、9月30日に栄二郎が去ると、嵐橘楽が加入する。この橘楽は、松之助の子供芝居時代の仲間で、後の松之助映画の脇役として活躍した。

### 映画スターに

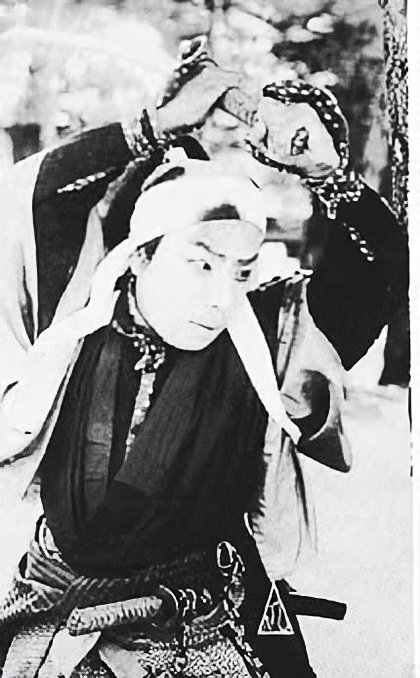
1910年（明治43年）頃

同年、横田商会の横田永之助から活動写真を撮らないかという話がきて、牧野と相談の上、それはおもしろそうだと、わけもなしに話がまとまる。牧野はこの前年に『本能寺合戦』など6本の活動写真を横田の依頼で撮り、1本30円では儲けもないと、一旦製作を停止していた。そこへ松之助の起用が決まり、製作再開となった。松之助の主演第1作『碁盤忠信 源氏礎』は、10月17日に千本座裏の大超寺境内で撮影され、午前8時から午後5時までに全2場を撮り上げ、この夜に同じ芝居を舞台で演じた。続けて『木村長門守』『石山軍記』の2本を撮り、後者では楠木正具に扮した松之助が櫓の上で御文章を読み上げながら敵の軍勢を睨みつけて、大きな目玉をギョロリとむいて見せた。観客は「よう、目玉!」「目玉の松ッチャン!」と掛け声をかけ、それ以来「目玉の松ちゃん」の愛称で親しまれるようになった。こうして松之助は牧野と共に横田商会の重要な一員となった。

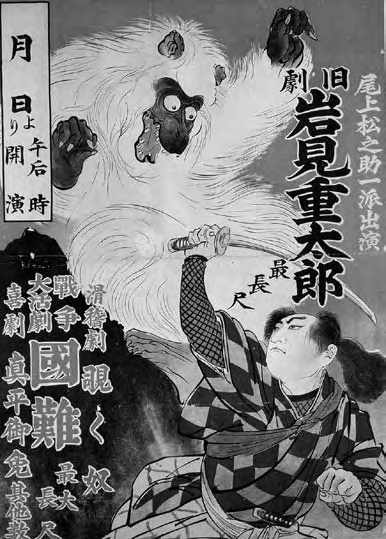
尾上松之助「岩見重太郎」

1912年（大正元年）9月、横田商会が福宝堂、吉沢商店、M・パテー商会とトラスト合併して日活となると、松之助も牧野と共に日活関西撮影所へ移り、日活旧劇の代表スターとして人気を得る。講談でおなじみの英雄・豪傑・義人・侠客を片っ端から演じ尽くし、大正期のベストセラーである立川文庫のキャラクターも多く演じる。これまでに演じた役柄と演じた回数は大石内蔵助（20回）、水戸黄門（13回）、大久保彦左衛門（10回）、荒木又右衛門、岩見重太郎（9回）、佐倉惣五郎（8回）、堀部安兵衛（7回）、三日月次郎吉（6回）、国定忠治、塚原卜伝、児雷也（5回）、後藤又兵衛、清水次郎長、一心太助、猿飛佐助、柳生十兵衛、幡随院長兵衛（4回）……となる。当時、松之助映画の封切館は浅草だけでも富士館・千代田館・遊楽館と3館もあり、この3館に10日間替りで別々の新作を提供するため、毎月9本の作品を撮らなければならなかった。これは3日に1本の割合で作品を撮っていることになる。休む暇もなくハイペースで作品を撮り上げていったため、1914年（大正3年）の夏に『橋場の長吉』を撮った時には、直射日光を浴びて卒倒し、1時間も正気に戻らかったという。

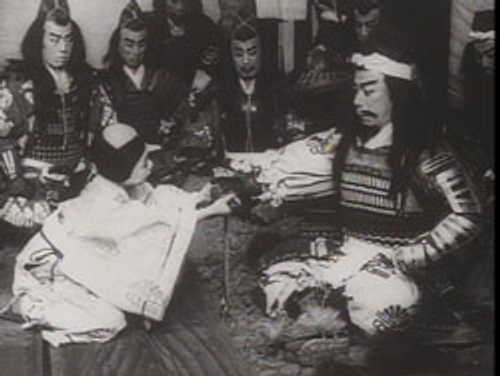
1921年（大正10年）、文部省主催の活動写真展覧会で『楠公訣別』の実演を行い、摂政宮殿下の台覧を賜う。この様子を映した映像は35mmフィルムで現存し、2010年（平成22年）に重要文化財に指定された。写真はその記録映像の一場面で、手前右が松之助、奥左が実川延一郎である。

やがて松之助と牧野との関係が悪化して、1920年（大正9年）に牧野は市川姉蔵を迎え入れて松之助に対抗、松之助映画を第一部、姉蔵映画を第二部とする二部製作制にして、自身は姉蔵映画の製作に専念したが、翌1921年（大正10年）に姉蔵が急死すると牧野は日活を去り独立する。同年に松之助は牧野の後任として日活大将軍撮影所長に就任し、1923年（大正12年）には取締役に就く。
松之助映画は、歌舞伎・講談の英雄豪傑を舞台そのままに演じ、殺陣は歌舞伎を踏襲したり、女役は女形が演じるなど、古風な製作を行っていたが、女優を起用したリアルな殺陣による革新的な時代劇映画に押され始め、人気も下り坂となっていた。1924年（大正13年）、池田富保監督の『渡し守と武士』では松之助映画で初めて女優を登用し、後に大衆小説の映画化にも乗り出している。1925年（大正14年）、主演1000本記念大作として製作した『荒木又右衛門』では、従来の歌舞伎調の立ちまわりを脱しリアルな殺陣を演じて大ヒットした。
晩年は、学校や福祉事業に巨額の寄付を投じ、京都府へ1万3千5百円を寄付して、その資金で出世長屋と呼ばれる府営住宅を建設した。ほか京都市へ1万円、京都府小学資金へ1万円、海員救済会に5千円、赤十字社へ3千円、二商プール建設費5千円、その他合わせて約5万円の寄付を行った。1924年（大正13年）、これらの功績で藍綬褒章と赤十字有功章を受章する。

### 死去・没後
1926年（大正15年）、池田富保監督『侠骨三日月』の彦根ロケ中に倒れ、9月11日に堀川丸太町上ルの自宅で心臓病のため死去。50歳没。葬儀は日活社葬として9月16日に行われ、棺は自宅から千本座の前を通って葬儀会場の大将軍撮影所へ運び出された。京都府知事をはじめ5万人が参列し、葬列の沿道で見送る市民は20万人にも及び、大群衆のため路面電車も立ち往生した。焼香には阪東妻三郎や衣笠貞之助、伊藤大輔らの姿もあった。伊藤によると、日活の幹部クラスは皆揃いの裃を着て、まるで時代祭を想わせたという。この葬儀の記録映像は現存しており、上映用プリントは東京国立近代美術館フィルムセンターが所蔵している。墓所は等持院にある。
1966年（昭和41年）、老朽化した出世長屋を府が処分し民間に払い下げ、その財源で建て直したが、取り潰しで松之助の功績が消滅するのを惜しんだ当時の蜷川虎三知事が、上京区の鴨川公園（葵公園とも）にその余財で松之助の胸像を建立した。除幕式は2月の吹雪の中で行われた。

## 人物・エピソード

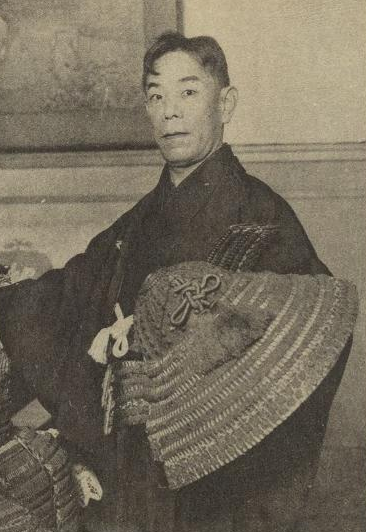
素顔の尾上松之助

松之助は真面目で几帳面な人であったが、金銭に細かく、「ケチ松」の綽名があり、「出すものは何でも嫌がり、舌を出すのもケチる男だ」と陰口をたたかれたりもした。普段の生活も質素で、朝8時に人力車で撮影所に出勤、夕方5時には帰宅する規則正しい生活を送り、たまに仕事が早く終わると弟子と将棋を指すのが楽しみだった。煙草は吸わず、お酒も少々。寡黙で不粋な人だった。マキノ雅弘も「とにかくマジメな人で、他の役者と違って博打も打たなければ酒も飲まなかった」と自伝で語っている。
牧野省三が松之助を起用した当時の映画は、歌舞伎の場面を何場面か省略してそのまま撮るものであり、大写しの手法はまだ無く、画面そのものに変化がなかったために役者が目立たなければどうにもならなかった。その点、松之助は背は低いがトンボを切るのがうまく、ケレンの大きな映画に映すと映える役者だった。目をぎょろりと剥いて「目玉の松っちゃん」と呼ばれるようになったのもそうした中での工夫だった。
マキノ雅弘によると松之助は立ち回りをやっても姿勢がよく、非常にちゃんとした姿勢で歌舞伎の立ち回りをしていた。また人間としても「実にいい人」だったという。当時の役者は女形などでもイレズミを入れたり、素膚を見せられないような人が多かったが、その中では非常に立派な人で、当時子役だった雅弘も「松之助の子役なら出よう、なんて思った」と語っている。
たとえば荒木又右衛門を演じるとなると、その日は朝起きると又右衛門になりきっていて、よく「今日は荒木又右衛門やな、松之助はん、すっかり荒又みたいな顔して目玉剥いてはるわ」と周囲が噂を飛ばす始末だった。「背が低く顔が大きい」という、当時としては典型的な役者顔だった。活動写真ではあまり大男だとフレームからはみ出し、狭いステージでは撮影困難となってしまう。背が低ければそれだけキャメラが前に出られ、顔が大きくて立派であればそれだけで様になるということで、こういった役者が当時はもてはやされたのである。
日活では毎年、『忠臣蔵』の撮影で天龍寺の雪に覆われた境内を討入り場面に使ったが、役者の集まりを良くするために「到着順に自分の好きな衣装を着ても良い」と懸賞をかけた。義士の衣装は襟に名前が書いてあるので、役のいいものから取られていったが、幹部俳優も下っ端にいい役を持っていかれてなるものかと抜け駆けを争った。だが大石内蔵助だけは松之助に決まっていたので、衣装方が冗談に「これどうや」と差し出しても「それ着たら首になりますヮ」と言ったといい、この習慣は大正末まで続いた。
松之助に次いでマキノで売れたチャンバラ・スタアに市川百々之助がいるが、マキノ雅弘によると「百々之助というのは、松之助に似てるから役者になれた」のだという。百々之助は松之助に似て鼻の下が長く、目も大きかったのだという。
松之助は年に一度だけ一行で上京し、浅草富士館の舞台でご機嫌伺いをしたが、そのたびに近隣から客が殺到して大騒ぎになった。場内には子供の姿が目立った。子供たちのアイドルだった松之助は「腕で墨汁をこする人ばかりに見てもらう芸人で終わった」と評された。
松之助には公然の愛人である山崎えいがおり、日活の重役を務めたころに源八千代(1890-1939)と名乗らせ相手役をさせたが、館主から反対を受け、まもなく邸宅と金品を与えて手を切った。新橋の芸者上りの彼女は松之助の死後においても、株や競馬で散財し奢侈かつ放蕩な生活を続けた挙げ句、最終的に邸宅も仏壇も売り払い、姿を消した。ところが、後年松之助の作った出世長屋に、孤独死した老女がおり、これがその源八千代だった。

### 松之助とマキノ雅弘
マキノ雅弘はほとんどに子役で共演していて、「マサぼん、マサぼん、と云って可愛がってくれた」という。松之助は雅弘が小学校3年生の時に、雅弘を連れて北野の武徳殿という剣道場に通い、六級の下から二人で剣道の指南を受け、松之助は二段、雅弘は初段まで取っている。
雅弘のセリフ覚えが悪い時は、父親の省三が「イロハニホヘトでやれ」と指示を出し、雅弘が「イロハニホヘト…」と言うと松之助がパッと動いて、すかさず「チリヌルヲワカ」と返し、「ヨタレソツネナラム」と答えると「ウイノオクヤマケフ…とかぶせるといった具合に、松之助が繋いでくれた。カメラが回ってしまうと、松之助は非常にうまくリードしてくれたという。
日活二部体制の時は、松之助が第一部の主役を張ったが、雅弘を第二部の子役にとられてしまい、自分の息子を第一部の子役に起用している。

### 「忍術映画」の始まり
明治から大正初期の映画の現場は照明がなく、フィルムチェンジの際は「チェンジ、待った!」と声をかけ、フィルム交換が済むまで役者はみんなそのまま動作を止めて待っていた。この「待った」の間に小便に立った役者がおり、これに気付かず撮影を再開したところ、完成フィルムで突然役者が消えうせることとなり、これが牧野省三監督得意の忍術トリック映画の始まりとなったというのが牧野省三の語った話である。
当時の「忍術映画」の上映風景といえば、「松之助の児雷也が印を結んで大蝦蟇に化け、捕り方を呑みこみ、元の姿に戻って大蛇丸と立ち回り」というような場面では、ズームレンズなど無い時代であり、キャメラが寄って来るまで松之助は姿勢を止めてじっと待っていて、観客も同じくじっと待っている、というような非常に長閑なものだった。しかしこの忍術映画は、大正期の少年たちの魂をとらえて離さなかったのである。
当時、この松之助の忍術映画が社会問題となったことがあった。「目玉の松っちゃん」の映画に影響されて、上野の駅で走ってくる汽車の前に子供が立って印を結ぶという事件が起こったのである。汽車が止まると、子供は自分の忍術で止まったのだと思い込んだという。「忍術映画は世を惑わすものである」などと言われたマキノ省三監督は、仕方なく訓戒的な教育映画を連作するようになった。
南部僑一郎は松之助について次のように語っている。
「目玉の松っちゃん、連続活劇の『ジゴマ』、子供はみんなこれの真似をしました。忍術ものが流行る、十字きって二階からパッと飛んだら、足の骨を折った、そんな話はザラにあった、大正元年です」。

### 井伊家からのお墨付き
1910年頃に制作された『忠臣蔵』を井伊家当主の井伊直忠が鑑賞。井伊直忠は、松之助の演技に感心して自ら筆をとり『熱誠動人』という額を作って贈った。この額は大切にされ、松之助が亡くなった際に枕元に置かれた。

## 作品の現存状況
松之助の出演した1000本を超える作品の内、現存するのは僅か数本しかない。そのうち『雷門大火 血染の纏』『弥次喜多 善光寺詣りの巻』『渋川伴五郎』はほぼ完全な状態で残っており、『豪傑児雷也』（21分）、『荒木又右衛門』（4分）、『中山安兵衛』（3分）、『実録忠臣蔵 天の巻・地の巻・人の巻（忠臣蔵 人の巻・地の巻）』（20分）は、かっこ内の上映分の断片が現存している。京都市のおもちゃ映画ミュージアムでは3本の玩具フィルムを所蔵している。2015年9月にはおもちゃ映画ミュージアムで上記の『実録忠臣蔵』のパテベビー版が全4巻合わせて約66分のフィルムで発見された。このフィルムは10月に行われる京都国際映画祭で上映された。その後、デジタルリマスター版が作成されており、2016年に東京国際映画祭で上映された。
1910年頃に横田商会で製作された松之助の忠臣蔵映画は、国立映画アーカイブが『忠臣蔵』（42分）、マツダ映画社が『実録忠臣蔵』（74分）の題で所蔵しているが、いずれも後の忠臣蔵映画のカットが含まれ、戦後に弁士の説明と浪曲の口演を挿入した活弁トーキー版である。また国立映画アーカイブは、無声映画保存会から寄贈された可燃性染色ポジフィルム（49分）も所蔵しており、その複製映像は同施設が運営する「映像でみる明治の日本」内で見ることができる。2018年には国立映画アーカイブが「平成30年度美術館・歴史博物館重点分野推進支援事業」の一環として、この3本のフィルムを素材として『忠臣蔵（デジタル復元・最長版）』（90分）を作成し、同年12月14日（旧暦で赤穂浪士が討ち入りした日）にその特別上映会が長瀬記念ホールで行われた。
2022年11月に国立映画アーカイブは、映画コレクターだった旧内務省職員（故人）から1988年に寄贈されたフィルムの中に、『落花の舞』の検閲でカットされた部分が含まれていたことを公表、同アーカイブのYouTubeチャンネルで公開した。見つかったフィルムは約4分30秒で、そのうち松之助の出演シーンは約50秒。『落花の舞』は上映されたフィルム自体が2022年現在見つかっておらず、上映当時の観客が見られなかった部分のみ現存する形となっている。

## 主な主演作品
- 碁盤忠信 源氏礎（1909年、横田商会） - 忠信
- 石山軍記（1910年、横田商会） - 楠七郎
- 木村長門守（1910年、横田商会） - 木村重成
- 忠臣蔵（1910年、横田商会） - 大石内蔵助、浅野内匠頭、清水一角
- 三日月次郎吉（1911年、横田商会） - 三日月次郎吉
- 羅生門（1911年、横田商会） - 渡辺綱
- 岩見重太郎（1911年、横田商会） - 岩見重太郎
- 塩原多助一代記（1912年、横田商会） - 塩原多助
- 怪鼠伝（1915年、日活） - 清水冠者義高
- 雷門大火 血染の纏（1916年、日活） - 鳶よ組の仙太
- 本能寺合戦（1918年、日活）
- 豪傑児雷也（1921年、日活） - 児雷也
- 実録忠臣蔵（1921年、日活） - 大石内蔵之助
- 弥次喜多 善光寺詣りの巻（1921年、日活） - 弥次郎兵衛
- 渋川伴五郎（1922年、日活） - 渋川伴五郎
- 渡し守と武士（1924年、日活） - 早見作之進、渡し守勇作
- 落花の舞（1925年、日活） - 清水次郎長
- 鞍馬天狗 第一篇（1925年、日活） - 鞍馬天狗
- 荒木又右衛門（1925年、日活） - 荒木又右衛門 ※主演1000本記念
- 中山安兵衛（1925年、日活） - 中山安兵衛
- 実録忠臣蔵 天の巻・地の巻・人の巻（1926年、日活） - 大石内蔵之助
- 侠骨三日月 前篇（1926年、日活） - 三日月次郎吉 ※松之助最後の作品